# Regeringskrisen i Italien 2008

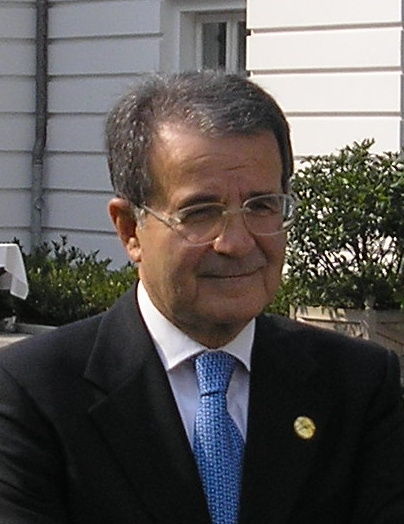
Romano Prodi

Torsdagen den 24 januari 2008 förlorade Italiens premiärminister Romano Prodi i en förtroendeomröstning i Italienska senaten med 161 röster mot 156, vilket ledde till regeringens fall. Prodis avgång kunde leda till tillsättandet av en expeditionsregering, eller ett nytt val. Ett val av den typen förväntades vinnas av tidigare premiärminister Silvio Berlusconis koalition, något som senare även skedde.